# Acraea violarum
Acraea violarum là một loài bướm ngày thuộc họ Nymphalidae. Nó được tìm thấy ở KwaZulu-Natal, tỉnh Transvaal, Zimbabwe và miền nam Mozambique. Sải cánh dài 40–48 mm đối với con đực và 43–55 mm đối với con cái. Con trưởng thành bay quanh năm, nhiều nhất vào từ tháng 7 đến tháng 11. Ấu trùng ăn Basananthe sandersonii.